# Condado de Mason (Illinois)
O Condado de Mason é um dos 102 condados do Estado americano de Illinois. A sede do condado é Havana, e sua maior cidade é Havana. O condado possui uma área de 1 459 km² (dos quais 63 km² estão cobertos por água), uma população de 16 038 habitantes, e uma densidade populacional de 11 hab/km² (segundo o censo nacional de 2000). O condado foi fundado em 20 de janeiro de 1841.